# Eridachtha parvella
Eridachtha parvella is een vlinder uit de familie van de Lecithoceridae. De wetenschappelijke naam van de soort is voor het eerst geldig gepubliceerd in 1915 door Chrétien.